# Vườn hoa thành phố Đà Lạt

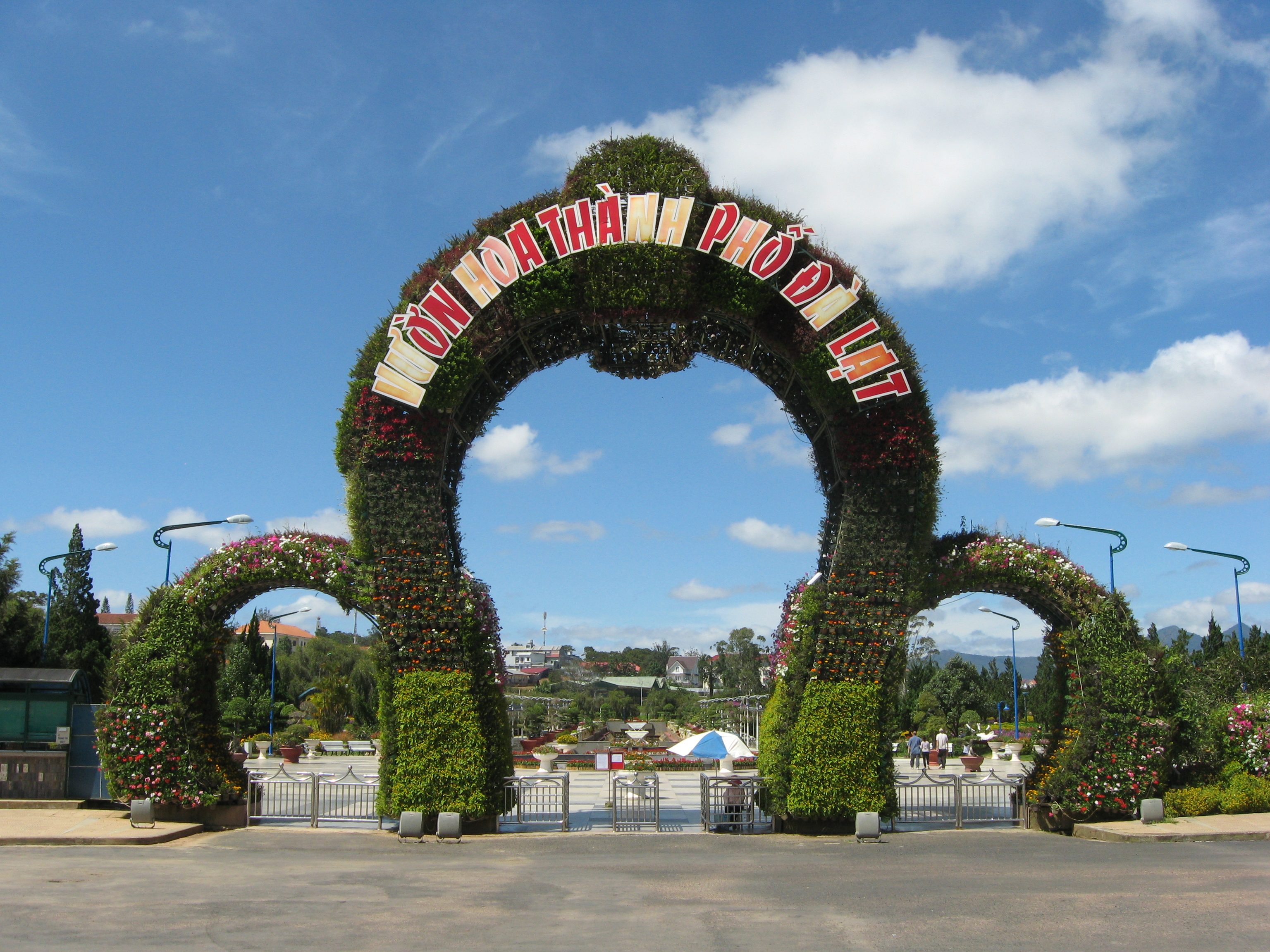
Công viên hoa Đà Lạt

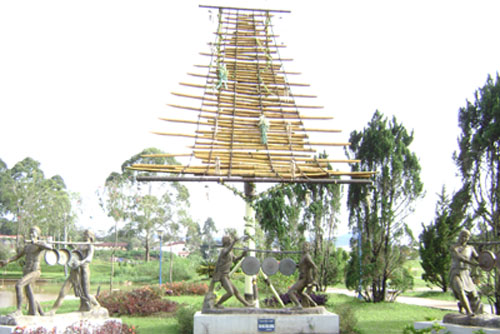
Không gian văn hóa cồng chiêng Tây nguyên trong công viên hoa Đà Lạt

Công viên hoa Đà Lạt nằm quanh trên bờ phía bắc của Hồ Xuân Hương, trên thung lũng của Đồi Cù. Trước đây công viên hoa Đà Lạt có tên là Bích Câu, hiện nay diện tích của công viên hoa được mở rộng tới 7000 m², với cách bố trí thoáng đãng, tạo ấn tượng cho người chợt ghé. Các loại hoa và cây cảnh nổi tiếng của Đà Lạt được trồng tỉa chăm sóc chu đáo, cảnh sắc tươi mát, phong phú bốn mùa. Hiện nay có hơn 100 loài hoa được trồng tại công viên. Hàng năm thường tổ chức lễ hội hoa và là thông điệp nhằm mời gọi, thu hút các nhà đầu tư trong nước và nước ngoài phát triển Đà Lạt và các vùng phụ cận trở thành trung tâm sản xuất, xuất khẩu hoa của cả nước và khu vực Đông Nam Á